# Neoerpocotyle ginglymostomae
Neoerpocotyle ginglymostomae är en plattmaskart. Neoerpocotyle ginglymostomae ingår i släktet Neoerpocotyle och familjen Hexabothriidae. Inga underarter finns listade i Catalogue of Life.